# Pochyta albimana
Pochyta albimana là một loài nhện trong họ Salticidae.
Loài này thuộc chi Pochyta. Pochyta albimana được Eugène Simon miêu tả năm 1902.